# 志田氏
志田氏（しだし、しだうじ）は、日本の氏族のひとつ。志太、斯田、志多、思田、志駄とも表記された。

## 清和源氏の志田氏
清和源氏頼信流の義広が｢志田三郎｣と呼ばれたことに始まるという。
薩摩の国人衆小山田氏と比志島氏は、志田氏の子孫と自称した。

## 越後国の志田氏
中世に、志田義広の孫と称した上村義安が丹波の上杉氏の当主上杉重房に仕えて、上村氏と称した。後に重房が宗尊親王が征夷大将軍として鎌倉に赴任する際に、同伴することになった。そのときに義安は重房の家臣として随行した。同時に、「志田氏」と改称して、左近将監に任じられた。
戦国時代末期に、義安の子孫は越後に下り越後上杉氏の臣下となった。志駄源四郎義時は上杉謙信に仕えて、川中島の戦いで戦死した。近世には米沢藩士となった。

## 脚註
1. ↑  太田 1934, pp. 2758–2759.
2. 1 2 3 4 5  太田 1934, p. 2758.
3. ↑  『比志島系図』による。実際は木曾氏同様に後世の仮冒の可能性が高いといわれる。
4. ↑  『比志島氏系図』